# Copa Mundial de Fútbol Playa 1998
La Copa Mundial de Fútbol Playa 1998 fue la cuarta edición de este torneo de fútbol playa invitacional realizado en Copacabana, Brasil con la participación de 10 selecciones nacionales de Europa de América, dos selecciones más que en la edición anterior.
Brasil venció en la final a Francia para ganar el torneo por cuarta edición consecutiva.

## Participantes
| - Francia - Portugal - España - Italia - Uruguay | - Perú - Argentina - Chile - Estados Unidos - Brasil |

## Fase de grupos

### Grupo A
| Nación    | Pts. | J | G | E | P | GF | GC | GD  |
| --------- | ---- | - | - | - | - | -- | -- | --- |
| Brasil    | 12   | 4 | 4 | 0 | 0 | 38 | 6  | 32  |
| Perú      | 9    | 4 | 3 | 0 | 1 | 21 | 23 | -2  |
| España    | 6    | 4 | 2 | 0 | 2 | 17 | 22 | -5  |
| Argentina | 3    | 4 | 1 | 0 | 3 | 13 | 19 | -6  |
| Italia    | 0    | 4 | 0 | 0 | 4 | 12 | 31 | -19 |

| Equipo 1  | Resultado | Equipo 2  |
| --------- | --------- | --------- |
| Brasil    | 14-1      | Italia    |
| Argentina | 4-5       | Perú      |
| España    | 4-3       | Italia    |
| Brasil    | 9-2       | Perú      |
| Perú      | 7-4       | Italia    |
| España    | 5-2       | Argentina |
| Perú      | 7-6       | España    |
| Argentina | 1-5       | Brasil    |
| Italia    | 4-6       | Argentina |
| Brasil    | 10-2      | España    |

### Grupo B
| Nación         | Pts. | J | G | E | P | GF | GC | GD |
| -------------- | ---- | - | - | - | - | -- | -- | -- |
| Francia        | 9    | 4 | 3 | 0 | 1 | 17 | 15 | 2  |
| Uruguay        | 6    | 4 | 2 | 0 | 2 | 15 | 17 | -2 |
| Portugal       | 6    | 4 | 2 | 0 | 2 | 22 | 13 | 9  |
| Estados Unidos | 6    | 4 | 2 | 0 | 2 | 13 | 14 | -1 |
| Chile          | 3    | 4 | 1 | 0 | 3 | 14 | 22 | -8 |

| Equipo 1       | Resultado | Equipo 2       |
| -------------- | --------- | -------------- |
| Portugal       | 11-1      | Chile          |
| Estados Unidos | 4-2       | Uruguay        |
| Uruguay        | 1-5       | Chile          |
| Francia        | 4-3       | Estados Unidos |
| Portugal       | 2-3       | Francia        |
| Chile          | 3-4       | Estados Unidos |
| Uruguay        | 7-4       | Portugal       |
| Francia        | 6-5       | Chile          |
| Portugal       | 5-2       | Estados Unidos |
| Uruguay        | 5-4       | Francia        |

## Fase final

### Semifinales
| Equipo 1 | Resultado | Equipo 2 |
| -------- | --------- | -------- |
| Francia  | 6-5       | Perú     |
| Brasil   | 5-1       | Uruguay  |

### Tercer lugar
| Equipo 1 | Resultado | Equipo 2 |
| -------- | --------- | -------- |
| Perú     | 3-6       | Uruguay  |

### Final
| Equipo 1 | Resultado | Equipo 2 |
| -------- | --------- | -------- |
| Francia  | 2-9       | Brasil   |

## Campeón
| Copa Mundial de Fútbol Playa 1998 |
| --------------------------------- |
| Bandera de Brasil                 |
| Brasil 4º Título                  |

### Posiciones finales
| Pos. | Selección      |
| ---- | -------------- |
| 1    | Brasil         |
| 2    | Francia        |
| 3    | Uruguay        |
| 4    | Perú           |
| 5    | Portugal       |
| 6    | España         |
| 7    | Estados Unidos |
| 8    | Argentina      |
| 9    | Chile          |
| 10   | Italia         |

## Premios

### Goleador
| Pos. | Nombre | Goles |
| ---- | ------ | ----- |
| 1    | Júnior | 14    |

### Mejor Jugador
| Nombre |
| ------ |
| Júnior |

### Mejor Portero
| Nombre       |
| ------------ |
| Paulo Sérgio |